# Victoria d'Anhalt-Bernbourg-Schaumbourg
Victoria Edwige Caroline d'Anhalt-Bernbourg-Schaumbourg, baronne de Bärenthal, marquise de Favras, née en 1749 et décédée en 1841, est une princesse allemande et une aristocrate française.

## Biographie
Victoria Edwige Caroline d'Anhalt-Bernbourg-Schaumbourg naît le 9 janvier 1749 à Stevensweert. Elle est le fruit d'une union entre le prince Charles-Louis d'Anhalt-Bernbourg-Schaumbourg-Hoym et la fille d'un major de place hollandais, Benjamine Gertrude Keiser , union contractée malgré le refus paternel. Le prince quitte son épouse l'année suivante et ce mariage est cassé en 1757. Le prince refuse de reconnaître son lien de parenté avec sa fille. Victoria fuit avec sa mère chez le prince de Soubise au Luxembourg. Elle rencontra en France Thomas de Mahy de Favras, un militaire et gentilhomme français, Premier lieutenant de la garde du comte de Provence. Le marquis de Favras se rendit à Vienne pour tenter de faire rétablir les droits de sa femme et obtint la reconnaissance de sa filiation avec le prince d'Anhalt ainsi que le versement de sa part à sa fille d'une rente régulière . Ils auront deux enfants : Charles de Favras en 1782 et Caroline de Favras en 1786. 
Elle connut l'affaire de la conspiration de Favras qui déboucha sur l'arrestation du marquis de Favras ainsi que sur la sienne et la condamnation du marquis à mort pour crime de lèse nation, affaire dont il ressortira une correspondance avec celui-ci et publiée postérieurement . À la suite de ce décès, Madame de Favras fut protégée par Louis XVI,.
Elle quitte la France et son fils, Charles de Favras, servit au sein des armées des Habsbourg et de la Russie impériale. Sous la Restauration, Charles reçut une pension de Louis XVIII. Sa fille, Caroline de Favras, se maria à Rudiger Freiherr von Stillfried und Rathenitz en 1805.   
Elle décédera à Eger (Hongrie) le 26 juin 1841 à l'âge de 92 ans.